# Agios Georgios Tymfristou
Agios Georgios Tymfristou (in greco Άγιος Γεώργιος Τυμφρηστού?) è un ex comune della Grecia nella periferia della Grecia Centrale (unità periferica della Ftiotide) con 3 278 abitanti secondo i dati del censimento 2001.
È stato soppresso a seguito della riforma amministrativa, detta Programma Callicrate, in vigore dal gennaio 2011 ed è ora compreso nel comune di Makrakomi.